# Gut Überhaaren

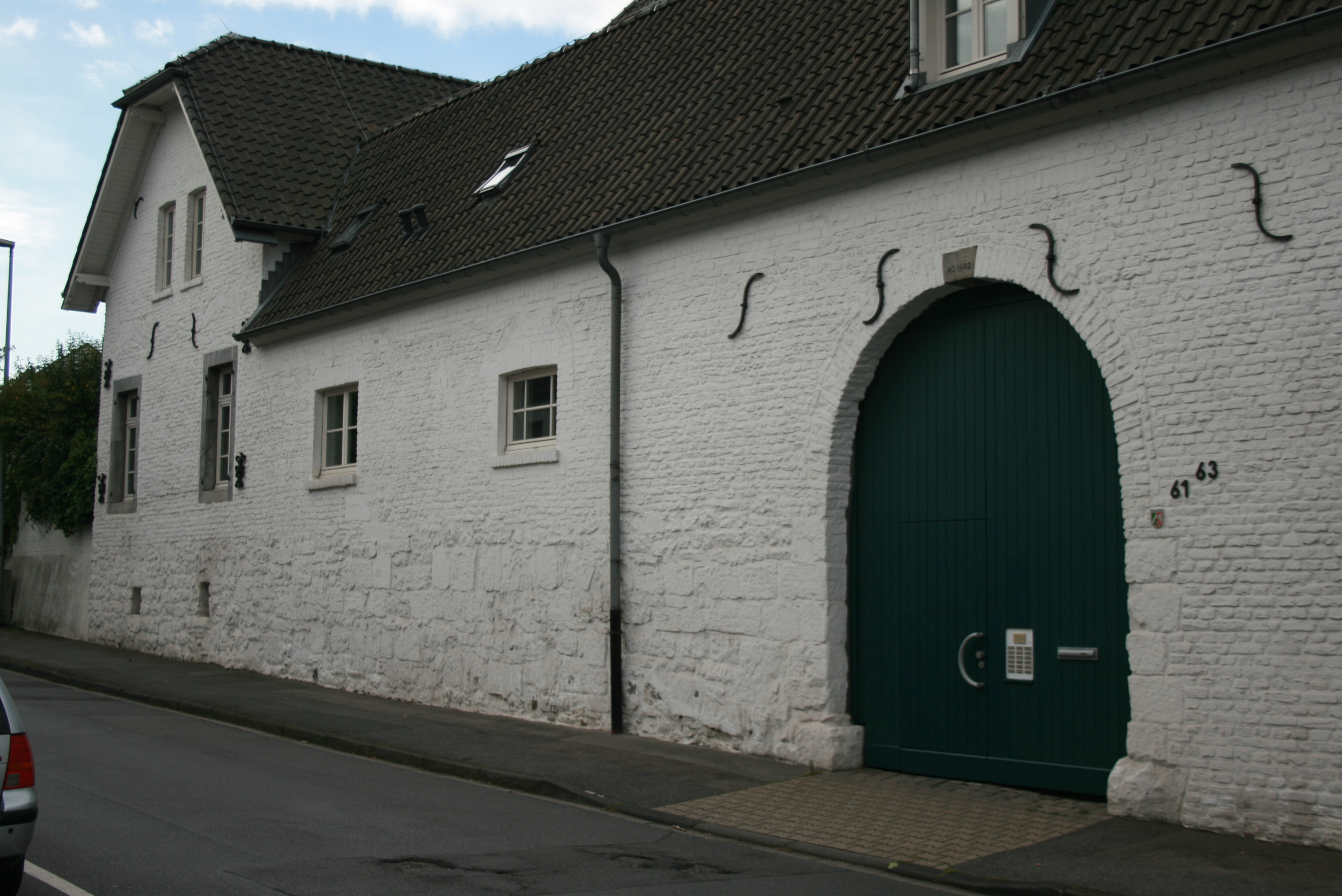
Straßenansicht des heutigen Hofgebäudes von Gut Überhaaren. Der Schlussstein über dem Tor zeigt die Jahreszahl 1692

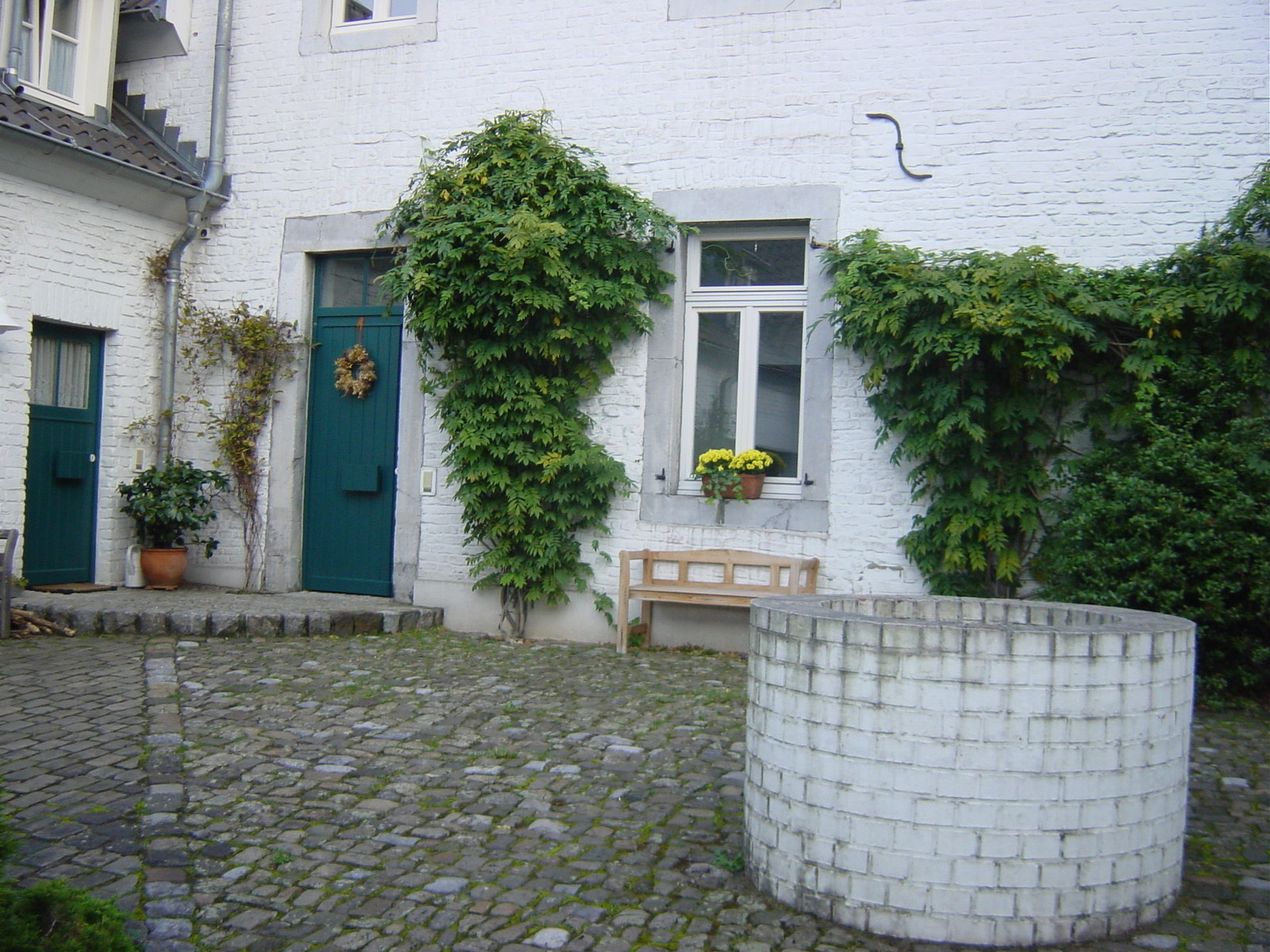
Der Innenhof

Gut Überhaaren gilt als der älteste bekannte Gutshof in Haaren bei Aachen. Der Name (früher auch Overhaaren) leitet sich aus der Lage oberhalb der Ortsmitte von Haaren ab. Der Hof umfasste weite Ländereien und Gebäude, unter anderem über lange Zeit auch die heute noch existierende Welsche Mühle. Das eigentliche Hofgebäude ist denkmalgeschützt bis heute erhalten. Der Name der nahegelegenen Straße 'Auf Überhaaren' erinnert an den einstigen bedeutenden Hof.

## Geschichte
Der Hof ist im Verzeichnis der kaiserlichen Hoflehen in der Reichsstadt Aachen aufgeführt. Hieraus ist zu ersehen, dass er bis Ende des 13. Jahrhunderts zum abgabepflichtigen karolingischen Reichsgut gehört hat. Der Ursprung des Hofes geht jedoch bereits auf die karolingische Zeit zurück.
Im Jahr 1822 hat der Ortsteil Überhaaren der Bürgermeisterei Haaren zwei Feuerstellen. Bis 1827 stieg die Zahl der Anwohner in Überhaaren (Ort und Schenke) auf 14 „katholische Seelen“, die in einer weiteren Quelle aus dem Jahr 1830 bestätigt werden. Zwei Jahre später wird im Zuge eines Rechtsstreits mit der Gemeinde Haaren Paul Lennarz als Eigentümer des Gutes genannt. Im Jahr 1852 werden nunmehr zwei Wohngebäude erwähnt und die Bewohnerschaft des Landguts und der Schenke Überhaaren wird mit neun „katholischen Seelen“ beziffert.
Mitte bis Ende des 19. Jahrhunderts waren Gut Überhaaren und die Welsche Mühle Eigentum des Aachener Nadelfabrikanten und Handelskammerpräsidenten Cornel von Guaita (1803–1879) und seiner Ehefrau Fanny, geb. Vüllers (1820–1899). Da die Ehe kinderlos geblieben war, wurde Gut Überhaaren Anfang des 20. Jahrhunderts in eine Stiftung eingebracht, die von der Stadt Aachen verwaltet wurde.

## Heutige Nutzung
Anfang der 1990er Jahre wurden die verbliebenen Gebäude an der Straße 'Auf der Hüls' (früher 'Südstraße') unter Beachtung des Denkmalschutzes und Erhaltung zahlreicher historischer Elemente vollständig restauriert und zu einem Wohnobjekt mit 16 individuellen Eigentumswohnungen umgestaltet.